# امریکاز گات تلنت (فصل شانزدهم)
شانزدهمین فصل امریکاز گات تلنت (انگلیسی: America's Got Talent)، نمایش استعدادیابی آمریکایی، ۱ ژوئن ۲۰۲۱ از ان‌بی‌سی پخش شد.

## کلیت فصل
در ۲۴ فوریه ۲۰۲۱، اعلام شد که این فصل با همان مجری و داوران فصل قبل در اوایل تابستان پخش خواهد شد. در ۹ مارس ۲۰۲۱، تاریخ دقیق پخش ۱ ژوئن اعلام شد.

## قسمت‌ها
| شماره | عنوان     | تاریخ پخش     | رتبه‌بندی (۱۸–۴۹) | بینندگان (میلیون) | DVR (۱۸–۴۹) | بینندگان DVR (میلیون) | مجموع (۱۸–۴۹) | مجموع بینندگان (میلیون) | منابع |
| ----- | --------- | ------------- | ---------------- | ----------------- | ----------- | --------------------- | ------------- | ----------------------- | ----- |
| 1     | «آزمون ۱» | June 1, 2021  | TBD              | TBD               | TBD         | TBD                   | TBD           | TBD                     | [ ۳ ] |
| 2     | «آزمون ۲» | June 8, 2021  | TBD              | TBD               | TBD         | TBD                   | TBD           | TBD                     | [ ۳ ] |
| 3     | «آزمون ۳» | June 15, 2021 | TBD              | TBD               | TBD         | TBD                   | TBD           | TBD                     | [ ۳ ] |